# 黑森选侯大区
黑森选侯大区（德語：Gau Kurhessen）是1933年至1945年納粹德國的一個行政區劃，覆蓋原普魯士黑森-拿騷省的北部。 在此之前的1925年到1933年，是納粹黨在該地區的地區分部。此名来自神圣罗马帝国的黑森选侯国，以及普鲁士的黑森选侯省。